# 3,4-diidrossi-9,10-secoandrosta-1,3,5(10)-triene-9,17-dione 4,5-diossigenasi
Il 3,4-diidrossi-9,10-secoandrosta-1,3,5(10)-triene-9,17-dione 4,5-diossigenasi è un enzima appartenente alla classe delle ossidoreduttasi, che catalizza la seguente reazione:
3,4-diidrossi-9,10-secoandrosta-1,3,5(10)-triene-9,17-dione + O2 ⇄ 3-idrossi-5,9,17-triosso-4,5:9,10-disecoandrosta-1(10),2-dien-4-oato
Necessita di Fe2+ come cofattore ed agisce anche sul 3-isopropilcatecolo e sul 3-tert-butil-5-metilcatecolo.